# جورج براون (قاضي)
جورج براون (بالإنجليزية: George Brown)‏ هو قاضي بليزي، ولد في 13 يونيو 1942 في Gales Point ‏ في بليز، وتوفي في 26 يوليو 2007.